# Paiçandu (kommun)
Paiçandu är en kommun i Brasilien.   Den ligger i delstaten Paraná, i den södra delen av landet, 1 000 km sydväst om huvudstaden Brasília. Antalet invånare är 35 941.
Följande samhällen finns i Paiçandu:
- Paiçandu

Trakten runt Paiçandu består till största delen av jordbruksmark. Runt Paiçandu är det ganska glesbefolkat, med 36 invånare per kvadratkilometer.